# 西藏蒲桃
西藏蒲桃（学名：Syzygium xizangense）是桃金娘科蒲桃属的植物，为中国的特有種。分布于中国大陆的西藏等地，生长于海拔800米至1,000米的地区，常生长在阔叶林中，目前尚未由人工引种栽培。